# Ненасытные люди
«Ненасытные люди» (англ. Greedy People) — американский фильм в жанре криминальной комедии режиссёра Потси Пончироли. В фильме снялись Джозеф Гордон-Левитт, Лили Джеймс и Химеш Патель.
Премьера фильма в кинотеатрах США состоялась 22 августа 2024 года.

## Сюжет
В небольшом островном городке происходит убийство. Его совершили двое бестолковых полицейских, случайно убив хозяйку дома и забрав найденный там миллион долларов. Вереница всё более плохих решений разрушает некогда спокойное сообщество.

## В ролях
- Джозеф Гордон-Левитт — офицер Терри Броган
- Химеш Патель — офицер Уилл Шелли
- Лили Джеймс — Пейдж
- Тим Блейк Нельсон — Уоллес Четло
- Трейси Лордс — Вирджиния Четло
- Джой Лорен Адамс — Бобетт
- Узо Адуба — Мерфи
- Джим Гаффиган[англ.] — Ирландец
- Саймон Рекс — Кит Крофорд
- Нина Арианда — Дебора
- Нева Хауэлл — миссис Крофорд
- Хосе Мария Яспик[англ.] — Колумбиец
- Инглинг Жу — Ю Ян

## Производство
Изначально фильм назывался «Проблема в Провиденсе». В мае 2022 года стало известно, что в нём снимутся Лили Джеймс, Джозеф Гордон-Левитт и Химеш Патель, а режиссёром станет Потси Пончироли. Через несколько дней было объявлено, что в фильме также сыграют Тим Блейк Нельсон, Узо Адуба, Саймон Рекс, Нина Арианда, Джим Гаффиган, Хосе Мария Яспик и Джой Лорен Адамс.
Съёмки прошли в Саутпорте (округ Брансуик, Северная Каролина) с 9 мая по 11 июня 2022 года.
В октябре 2023 года фильм сменил название на «Ненасытные люди» (англ. Greedy People).

## Восприятие
На сайте-агрегаторе рецензий Rotten Tomatoes рейтинг фильма составляет 58 % на основании 36 обзоров критиков со средней оценкой 6,0 балла из 10 возможных. На сайте-агрегаторе рецензий Metacritic рейтинг фильма составляет 45 баллов из 100 возможных на основании 6 обзоров критиков, что соответствует «смешанным или средним» отзывам.